# روبرت غريم
روبرت غريم (الألمانية السويسرية الموحدة: Robert Grimm، و. 1881 – 1958 م) هو مؤرخ، وسياسي سويسري، ولد في فالد، كان عضوًا في الحزب الاشتراكي الديمقراطي السويسري، توفي في برن، عن عمر يناهز 77 عاماً.

## مناصب
تولى منصب عضو المجلس الوطني السويسري، ورئيس المجلس الوطني السويسري ‏.

## روابط خارجية
- روبرت غريم على موقع مونزينجر (الألمانية)